# Tangara callophrys
La tangara opalina (Tangara callophrys), también denominada tangara o tangará cejiopalina (en Ecuador y Colombia) o tangara de corona opalina (en Perú), es una especie de ave paseriforme de la familia Thraupidae perteneciente al numeroso género Tangara. Es nativa de Sudamérica en el oeste de la cuenca amazónica.

## Distribución
Se distribuye en drenajes del este de los Andes al occidente de la cuenca del Amazonas en el sur de Colombia, al este de Ecuador y Perú, y una región del extremo noroeste de Bolivia; por Brasil en el suroeste-oeste del estado de Amazonas y Acre.
Esta especie es considerada poco común a bastante común en sus hábitats naturales: el dosel y los bordes de selvas húmedas de tierras bajas, principalmente por debajo de los 700 m de altitud.

## Sistemática

### Descripción original
La especie T. callophrys fue descrita por primera vez por el ornitólogo alemán Jean Cabanis en 1849 bajo el nombre científico Hypothlypis callophrys; no fue dada localidad tipo, se asume: «Río Solimôes, Brasil».

### Etimología
El nombre genérico femenino Tangara deriva de la palabra en el idioma tupí «tangará», que significa «bailarín» y era utilizado originalmente para designar una variedad de aves de colorido brillante; y el nombre de la especie «callophrys» se compone de las palabras del griego  «kallos»: hermoso, y «ophrus»: ceja.

### Taxonomía
Los amplios estudios filogenéticos recientes demuestran que la presente especie es hermana de Tangara velia (ambas ya estuvieron colocadas en un género Tanagrella) y el par formado por ambas es hermano de Tangara chilensis.